# خرسانة الأسفلت

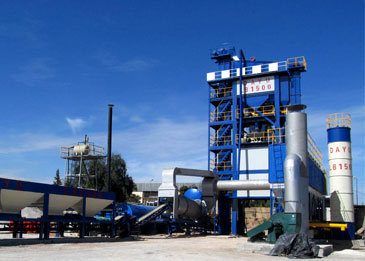
مجبل أسفلت

تعتبر خرسانة الأسفلت (تُسمى عادةً الأسفلت أو القير أو الرصف في أمريكا الشمالية، والأسفلت أو مكدمة البيتومين أو أسفلت الفرش في المملكة المتحدة وجمهورية أيرلندا) مادة مُركبة شائعة الاستخدام في أسطح الطرق ومواقف السيارات والمطارات بالإضافة إلى قلب السدود الترابية. تُستخدم خلطات الأسفلت في بناء الأرصفة منذ بداية القرن العشرين. تتكون من الركام المعدني المُحاط بالأسفلت، تُوضع في طبقات، وتُدمك. حَسّن المخترع البلجيكي والمهاجر الأمريكي إدوارد دي سميدت من عملية الخلط.
تُستخدم عادةً مصطلحات خرسانة الأسفلت (أو الخرسانة الأسفلتية) وخرسانة الأسفلت البيتومينية والخليط البيتوميني في وثائق الهندسة والبناء فقط، والتي تحدد الخرسانة كأي مادة مركبة تتكون من الركام المعدني المتماسك بالمادة الرابطة. يُستخدم الاختصار، إيه سي، أحيانًا للإشارة إلى خرسانة الأسفلت، ولكن يُمكن أن يدل أيضًا على محتوى الأسفلت أو الأسمنت الأسفلتي، مشيرًا إلى جزء الأسفلت السائل من المادة المركبة.

## خصائص الأداء
للأنواع المختلفة من خرسانة الأسفلت خصائص أداء مختلفة من حيث متانة السطح وقدرة الإطارات على الاحتمال وكفاءة الفرامل وضوضاء الطريق. مبدئيًا، يجب الأخذ في الاعتبار تحديد خصائص أداء الأسفلت المناسبة بالنسبة لحجم حركة المرور في كل فئة من فئات المركبات ومتطلبات الأداء في مسار الاحتكاك.
تُنتج خرسانة الأسفلت ضوضاء أقل على الطرق مقارنة بسطح خرسانة الأسمنت البورتلاندي، وعادةً ما تكون أقل ضوضاء من الأسطح الرقيقة المانعة للتسرب. نظرًا إلى ضوضاء الإطارات المتولدة من خلال تحويل الطاقة الحركية إلى موجات صوتية، تنتج المزيد من الضوضاء كلما زادت سرعة المركبة. نشأت الفكرة القائلة إن تصميم الطرق السريعة قد يأخذ في الاعتبار الاعتبارات الهندسة الصوتية، بما في ذلك اختيار نوع رصف السطح، في أوائل السبعينيات.
فيما يتعلق بالأداء الإنشائي، يعتمد سلوك الأسفلت على مجموعة متنوعة من العوامل بما في ذلك المواد والتحميل والظروف البيئية. علاوةً على ذلك، يختلف أداء الرصيف مع مرور الوقت. لذلك، يختلف سلوك رصيف الأسفلت طويل الأجل عن أداء الرصيف قصير الأجل. إل تي بي بي هو برنامج بحثي من قِبل الإدارة الفيدرالية للطرق السريعة، يركز بشكل خاص على سلوك الرصيف طويل الأجل.

## التدهور والترميم
يشمل تدهور الأسفلت الشروخ التمساحية والحفر والنتوءات والشروخ السطحية ونزف الطرق والتخدد والتجريف والتعرية والهبوط التدريجي. في المناخات الباردة، يمكن للانتفاخات الصقيعية شرخ الأسفلت حتى في فصل الشتاء. يُعدّ ملء الشقوق بالبيتومين حلًا مؤقتًا، ولكن الدمك والصرف السليم يمكنه إبطاء هذه العملية.
تنقسم العوامل التي تُسبب تدهور خرسانة الأسفلت بمرور الوقت إلى واحدة من ثلاث فئات: جودة البناء والاعتبارات البيئية والأحمال المرورية. في كثير من الأحيان، ينتج الضرر عن دمج العوامل في جميع الفئات الثلاث.
تُعدّ جودة البناء مهمة لأداء الرصيف. ويشمل ذلك بناء خنادق المرافق والملاحق التي تُوضع في الرصيف بعد البناء. تقلل قلة الدمك في سطح الأسفلت، خاصةً على الوصلة الطولية من عمر الرصيف بنسبة من 30 إلى 40%. قيل إن خنادق الخدمة في الأرصفة بعد البناء تقلل من عمر الرصيف بنسبة 50%، ويرجع ذلك في الأساس إلى قلة الدمك في الخندق وكذلك بسبب تسرب المياه من خلال الوصلات المغلقة بشكل غير صحيح.
تشتمل العوامل البيئية على الحرارة والبرودة ووجود المياه في طبقة تحت الأساس أو تربة المسار الواقعة تحت الرصيف والانتفاخات الصقيعية.
تعمل درجات الحرارة المرتفعة على ضعف تماسك المادة الرابطة للأسفلت، ما يسمح لأحمال العجلات الثقيلة بتشويه الرصيف إلى أخاديد. ومن المفارقات أن الحرارة العالية وأشعة الشمس القوية تتسببا أيضًا في تأكسد الإسفلت، ليصبح أكثر صلابة وأقل مرونة، ما يؤدي إلى تكوين الشروخ. يمكن لدرجات الحرارة الباردة التسبب في حدوث شروخ بسبب انكماش الأسفلت. ويُعدّ الأسفلت البارد أقل مرونة وأكثر عرضة للشروخ.
تعمل المياه المحتجزة أسفل الرصيف على تضعيف طبقة تحت الأساس وتربة المسار، ما يجعل الطريق أكثر عرضة للأحمال المرورية. تتجمد المياه تحت الطريق وتتمدد في الطقس البارد، ما يتسبب في توسيع الشروخ. عند ذوبان الثلج في فصل الربيع، يذوب الثلج من أعلى إلى أسفل، لذلك تُحتجز المياه بين الرصيف من أعلى والتربة التي ما زالت متجمدة من أسفل. توفر هذه الطبقة من التربة المشبعة القليل من الدعم للطريق أعلاه، ما يؤدي إلى تشكيل الحفر. هذا يمثل مشكلة للتربة الطميية أو الطينية أكثر من التربة الرملية أو الحصوية. تمرر بعض السلطات القضائية قوانين الصقيع لتقليل الوزن المسموح به للشاحنات عند ذوبان الثلج في فصل الربيع وحماية طرقها.
يتناسب الضرر الذي تسببه المركبة مع حمل المحور الذي يُرفع إلى القوة الرابعة، لذا فإن مضاعفة الوزن الذي يحمله المحور تسبب ضررًا يبلغ قدره 16 مرة. تتسبب العجلات في انثناء الطريق قليلًا، ما يؤدي إلى شروخ الكلل، والتي تُؤدي غالبًا إلى الشروخ التمساحية. كما تلعب سرعة السيارة دورًا. تزيد المركبات المتحركة ببطء من إجهاد الطريق على مدى الفترات الزمنية الطويلة، ما يزيد من الأخاديد والشروخ والتموجات في الرصيف الأسفلتي.
تشمل الأسباب الأخرى للضرر: الضرر الحراري الناتج عن حرائق المركبات أو المذيبات الناتجة عن التسربات الكيميائية.

### منع التدهور وإصلاحه
يمكن إطالة عمر الطريق من خلال ممارسات التصميم والبناء والصيانة الجيدة. أثناء التصميم، يقيس المهندسون حركة المرور على الطريق، مع إعطاء اهتمام خاص إلى عدد الشاحنات وأنواعها. ويُقيمون التربة التحتية لمعرفة مقدار الحمل الممكن تحمله. يُصمم سمك الرصيف وطبقة تحت الأساس لتحمل أحمال العجلات. في بعض الأحيان، تُستخدم الشبكات الجغرافية لتعزيز طبقة تحت الأساس وتقوية الطرق. يُستخدم التصريف، بما في ذلك الخنادق وخزانات التجميع والمصارف الفرعية لإزالة المياه من قاع الطريق، ومنعها من إضعاف طبقة تحت الأساس والتربة التحتية.
تتمركز ممارسات الصيانة الجيدة على إبقاء المياه خارج الرصيف وطبقة تحت الأساس والتربة التحتية. تؤدي صيانة وتنظيف الخنادق وخزانات التجميع إلى إطالة عمر الطريق بتكلفة منخفضة. تمنع الشروخ الصغيرة المغلقة باستخدام لحام بيتوميني المياه من زيادة الشروخ من خلال التفلق الصخري أو الترشيح إلى طبقة تحت الأساس وضعفها.
إن الحفاظ على الطريق في حالة جيدة أقل بكثير من إصلاحه بمجرد تدهوره. ولهذا تعطي بعض الهيئات الأولوية للصيانة الوقائية للطرق ذات الحالة الجيدة، بدلًا من إعادة بناء الطرق في حالة سيئة. تُحسّن الطرق الفقيرة كلما سمحت الموارد والميزانية، من ناحية التكلفة مدى الحياة وحالة الرصيف على المدى الطويل، يؤدي هذا إلى أداء النظام بشكل أفضل. غالبًا ما تجد الهيئات التي تركز على ترميم طرقها السيئة تدهور جميع الطرق التي كانت بحالة جيدة بعد إصلاحها بفترة وجيزة.
تستخدم بعض الهيئات نظام إدارة الأرصفة للمساعدة في تحديد أولويات الصيانة والإصلاحات.

## إعادة التدوير

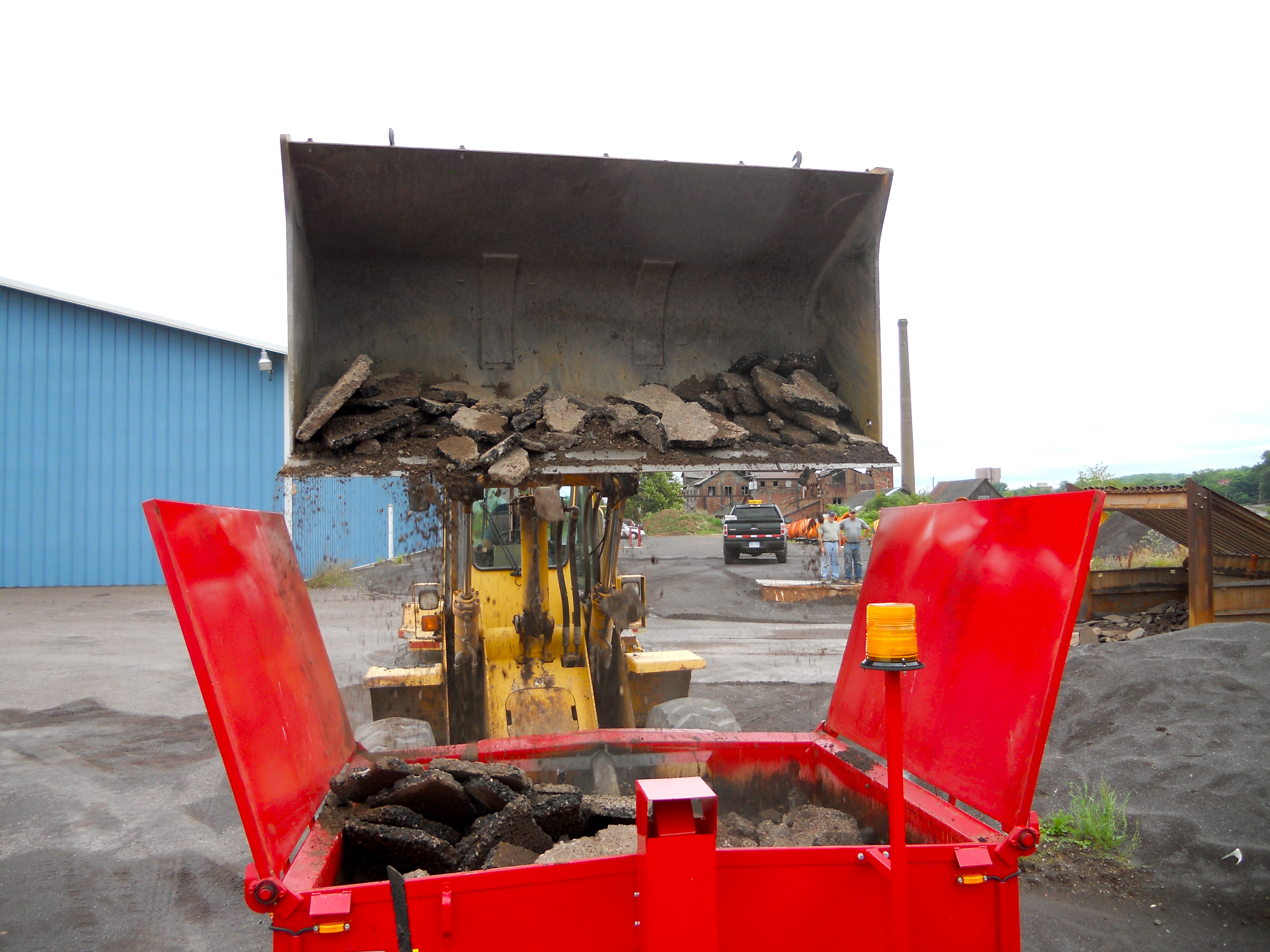
اسفلت قابل للتدوير

خرسانة الأسفلت قابلة لإعادة التدوير بنسبة 100% وهي من أكثر مواد البناء المُستخدمة على نطاق واسع في العالم. يجري التخلص من القليل جدًا من الخرسانة الأسفلتية -أقل من 1 في المئة، وفقًا لمسح أجرته الإدارة الفيدرالية للطرق السريعة والجمعية الوطنية لرصف الأسفلت، يُجرى سنويًا منذ عام 2009- في مدفن النفايات. عندما تُستصلح مواد رصف الأسفلت لإعادة استخدامها، تكون قادرة على استبدال كل من الركام الأولي والمادة الرابطة الأسفلتية الأولية. في عام 2018، احتوت خلطات رصف الأسفلت الجديدة المُنتجة في الولايات المتحدة، في المتوسط، على أكثر من 21% من مواد رصف الأسفلت المستصلحة.